# Lacus Curtius
Il Lacus Curtius è un antichissimo sito del Foro Romano che si trova di fronte alla Curia, sede del Senato romano, tra la Colonna di Foca e la cavità della statua equestre di Domiziano.

## Storia
Il nome del luogo appare collegato alla gens Curtia, secondo quanto riportato in tre diverse versioni da Tito Livio e Marco Terenzio Varrone.
Secondo la prima versione di Livio, alle origini della città, durante la guerra portata a Roma dai sabini a seguito del ratto, il sabino Mevio Curzio (Mettius Curtius), dopo aver ucciso in duello il romano Osto Ostilio, essendo inseguito da Romolo desideroso di vendetta, trovò scampo nella palude (lacus Curtius) ove in seguito sarebbe sorto il Foro Romano. Plutarco aggiunge che pochi giorni prima era straripato il fiume che scorreva nel foro, lasciando depositare una melma densa nei punti pianeggianti, fango difficilmente evitabile e visibile, altresì pericolosa e insidiosa. Curzio infatti non se ne accorse e perse il proprio cavallo inghiottito dalla melma, mentre lui riuscì a scampare.
Secondo il resoconto di Varrone, invece, si tratterebbe di un luogo dichiarato sacro, secondo l'usanza romana, perché colpito da un fulmine, e la cui consacrazione avvenne nel 445 a.C. sotto il consolato di Gaio Curzio Filone.

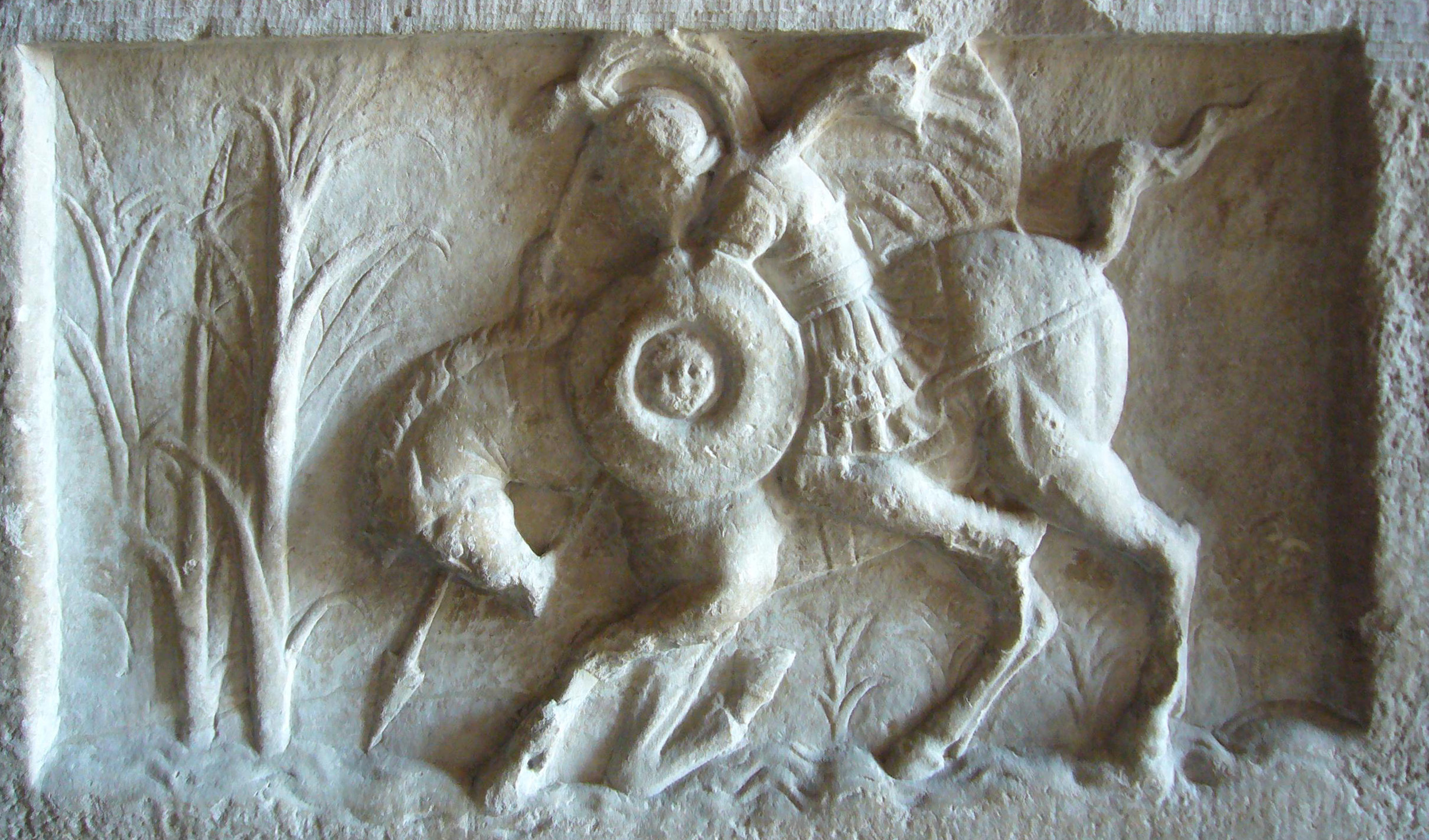
Bassorilievo marmoreo rinvenuto nel 1553 nei pressi della Colonna di Foca (oggi presso il Tabularium nei Musei Capitolini, rappresentante Marco Curzio che si getta nella voragine

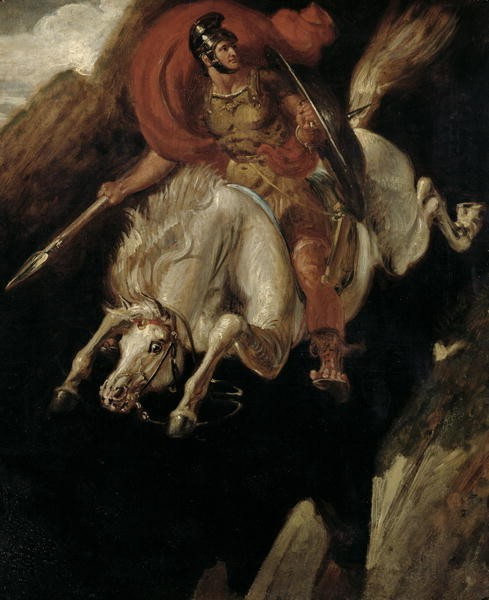
Marco Curzio si getta nella palude, dipinto di Benjamin Haydon (1786 - 1846)

Secondo una terza versione, riportata anch'essa da Livio, il luogo ricorderebbe una profonda voragine apertasi al centro del Foro nel 362 a.C. Vennero fatti diversi tentativi con sporte di terra, ma invano. Secondo gli auguri, la voragine si sarebbe colmata soltanto gettandovi la cosa più preziosa del popolo romano.  Allora il giovane cavaliere Marco Curzio, ritenendo che la cosa più preziosa del popolo romano fosse il coraggio dei suoi soldati, armatosi di tutto punto montò a cavallo e si consacrò agli dei Mani gettandosi nella spaventosa voragine, "e una folla di uomini e donne gli lanciò dietro frutti e offerte votive".
A memoria del fatto resta un bassorilievo marmoreo rinvenuto nel 1553 nei pressi della Colonna di Foca, rappresentante Marco Curzio mentre si getta a cavallo nella voragine. L'originale è oggi nella vicina galleria del Tabularium dei Musei Capitolini, mentre in situ ne è stata posta una copia.
Il sito esatto fu scoperto da Giacomo Boni il 17 aprile 1903, il quale poco dopo onorò il luogo con una libagione fatta con rito romano, insieme all'amico Horatio Brown. Attualmente il sito si presenta come un avvallamento del terreno di forma trapezoidale, circondato dalla pavimentazione del Foro in lastroni di travertino risalente all'età di Cesare; al livello più basso si scorge parte della pavimentazione più antica in blocchi di tufo, con al centro un pozzo, in cui al tempo di Augusto la gente di passaggio era solita gettare monete. A fianco del Lacus Curtius è innalzato un calco del suddetto bassorilievo raffigurante Marco Curzio, mentre l'originale, di epoca repubblicana, è attualmente conservato nei Musei Capitolini. Il rilievo venne riciclato per la pavimentazione del 12 a.C., infatti sul suo retro venne incisa una parte dell'iscrizione che ricordava il finanziatore dell'opera, il pretore Lucio Nevio Surdino.
Nei pressi del Lacus Curtius fu ucciso l'imperatore Galba, nel 69.